# Mikroregion Purus

Mikroregion Purus

Mikroregion Purus – mikroregion w brazylijskim stanie Amazonas należący do mezoregionu Sul Amazonense. Ma powierzchnię 188.168,2 km²

## Gminy
- Canutama
- Lábrea
- Tapauá